# Hylaeus versicolor
Hylaeus versicolor là một loài Hymenoptera trong họ Colletidae. Loài này được Saunders mô tả khoa học năm 1850.